# Polytoca
Polytoca es un género de plantas herbáceas de la familia de las poáceas.

## Citología
Número de cromosomas:  2n = 20 y 40. 

## Especies
- Polytoca barbata
- Polytoca bracteata
- Polytoca cookei
- Polytoca cyathopoda
- Polytoca digitata